# Războiul stelelor - Episodul I: Amenințarea fantomei
Războiul stelelor - Episodul I: Amenințarea fantomă (titlu original în limba engleză: Star Wars Episode I: The Phantom Menace) este un film epic american, o epopee spațială din 1999. Filmul este scris și regizat de George Lucas. Este al patrulea film care a fost lansat din seria de filme Războiul stelelor și primul film din punct de vedere al cronologiei întâmplărilor prezentate în serie. Amenințarea fantomă este primul film din trilogia prequel a seriei originale Războiul stelelor. Este primul film regizat de Lucas după o pauză de 22 ani când a regizat filmul original Războiul stelelor și doar al patrulea regizat de-a lungul carierei sale cinematografice.
Povestea filmul urmărește întâmplările prin care trec maestrul Jedi Qui-Gon Jinn și ucenicul său Obi-Wan Kenobi, în timp ce o escortează și o protejează pe regina Amidala în fuga acesteia de pe planeta Naboo către planeta Coruscant, în speranța de a găsi o rezolvare pașnică a unui conflict la scară largă provocat de litigii comerciale interplanetare. De asemenea, prezintă întâmplări din copilăria tânărului Anakin Skywalker înainte de a deveni un Jedi, fiind descris ca un tânăr sclav în care Forța este neobișnuit de puternică dar încă neantrenat pentru a se lupta cu succes împotriva misterioasei reveniri a luptătorilor Sith.
Lucas a început producția acestui film după ce a ajuns la concluzia că știința efectelor cinematografice speciale a avansat la nivelul a ceea ce dorea să prezinte în al patrulea film al francizei Războiul stelelor. Filmările au început la 26 iunie 1997 și au avut loc în diferite locuri, inclusiv Studiourile de Film Leavesden și în deșertul tunisian. Efectele sale speciale au inclus folosirea pe scară largă a imaginilor generate de computer (CGI), unele dintre personaje și locuri fiind complet computerizate, neexistând în realitate.
Filmul a avut premiera în cinematografe la 19 mai 1999, la șaisprezece ani după premiera filmului anterior Războiul stelelor - Episodul VI: Întoarcerea lui Jedi la 19 mai 1983. Premiera filmului a fost precedată de un imens interes din partea publicului și a criticilor de film, mai ales din cauza impactului cultural uriaș al filmelor Războiul stelelor anterioare. În ciuda recenziilor împărțite ale criticilor, care au avut tendința de a lăuda secvențele vizuale și de acțiune și de a critica scenariul și jocul slab al actorilor, pelicula a avut încasări de 924,3 milioane de dolari americani în întreaga lume de-a lungul primei prezentări în cinematografe, devenind filmul cu cele mai mari încasări din franciza Războiul stelelor (sumă neajustată în funcție de inflație) . O reeditare 3D a filmului a fost lansată în februarie 2012, având câștiguri suplimentare de 102.700.000 de dolari la box-office, ridicând totalul încasărilor la nivel mondial la peste 1 miliard de dolari, devenind al 13-lea film cu cele mai mari încasări din toate timpurile.

## Povestea
Filmul începe cu prezentarea pe ecran a unui text din care reiese că Republica Galactică este într-o perioadă de declin. Ca răspuns la o impozitare a rutelor comerciale, Federația Comerțului organizează o blocadă cu nave spațiale de luptă în jurul planetei Naboo. Cancelarul Republicii, Valorum, trimite doi cavaleri Jedi, Qui-Gon Jinn și pe Padawan-ul său (ucenic), Obi-Wan Kenobi, să negocieze cu viceregele Federației Comerțului Nute Gunray pentru a opri blocada.
Cu toate acestea, consilierul secret al Federației Comerțului Lordul Sith Darth Sidious ordonă viceregelui să-i ucidă pe cei doi cavaleri Jedi și să invadeze planeta Naboo cu o armată de roboți de luptă. Cei doi Jedi reușesc să scape de la bordul navei viceregului și ajung pe Naboo. Aici, Qui-Gon îl salvează pe proscrisul Gungan Jar Jar Binks de la a fi strivit de viu de un tanc al Federației. Dator cu viața sa către cavalerul Jedi, Jar Jar îi duce la orașul subacvatic Otoh Gunga, acolo, cavalerii Jedi încearcă fără succes să convingă Gunganii să apere planeta Naboo; ei obțin doar un mijloc de transport acvatic pentru a ajunge în capitala Theed aflată la suprafață în partea cealaltă a planetei..
Regina Naboo, Amidala, este prinsă de armata Federației, dar este salvată de Jedi. Regina scapă de pe Naboo împreună cu Jedi pe nava ei personală, care este avariată în timp ce încearcă să străpungă blocada din jurul planetei. Nava ajunge pe planeta Tatooine unde are nevoie de reparații pentru a mai zbura din nou. Qui-Gon se aventurează în așezarea Mos Espa din apropiere împreună cu Jar Jar și cu astro-robotul R2-D2 pentru a găsi un magazin de vechituri pentru a cumpăra un nou generator de hiper-propulsie. Regina merge împreună cu ei, dându-se drept sclava Padme, după ce și-a schimbat identitatea cu dublura sa Sabe înainte de a părăsi planeta Naboo.
În timp ce merg prin oraș, ei se întâlesc cu un copil de nouă ani care era sclav, Anakin Skywalker. Anakin este un pilot talentat și inginer care și-a creat propriul robot de protocol, C-3PO, pentru a-l ajuta cu treburile casei. Qui-Gon simte o prezență puternică a Forței în persoana băiatului și bănuiește că acesta ar putea fi „Cel Ales” din profeția Jedi, cel care va aduce echilibru Forței. Qui-Gon face un pariu cu stăpânul lui Anakin, Watto, pentru a-l lăsa să participe la o cursă de vehicule, dacă Anakin câștigă va fi eliberat și nava lor va fi reparată, dacă băiatul pierde atunci Watto va primi nava. Qui-Gon află, de asemenea, că Anakin a construit propriul său vehicul de curse. Anakin câștigă întrecerea și se alătură grupului pentru a fi instruit ca un Jedi, dar este obligat să o părăsească pe Shmi, mama sa. Înainte de părăsirea planetei, sunt atacați de ucenicul lui Darth Sidious, Darth Maul, care a fost trimis pentru a prinde regina.
După ce scapă de atac, cei doi Jedi o escortează pe regină pe planeta capitală a Republicii, Coruscant, pentru a susține cauza oamenilor săi în Senatul Galactic. Qui-Gon informează Consiliul Jedi despre atacul recent de pe Tatooine și despre faptul că suspectează că atacatorul său este un Sith. Qui-Gon, de asemenea, cere să-l instruiască pe Anakin ca pe un Jedi, dar Consiliul, preocupat de faptul că viitorul băiatului este umbrit de teamă, refuză să-l lase. Între timp, senatorul Palpatine, reprezentant al planetei Naboo în Senat, o convinge pe regină să depună o moțiune de cenzură împotriva cancelarului Valorum în încercarea de a se alege un cancelar puternic, care să fie în stare să pună rapid capăt conflictului. Ea face acest lucru, dar din ce în ce mai frustrată de corupția din Senat, decide în cele din urmă să se întoarcă pe Naboo alături de cavalerii Jedi.
După ce ajung pe Naboo, Padmé le dezvăluie că ea este adevărata regină Amidala, cealaltă „regină” fiind doar o momeală. Padmé reușește să convingă Gunganii să formeze o alianță împotriva Federației Comerțului. În timp ce Jar Jar conduce poporul său într-o luptă împotriva armatei de roboți, Regina încearcă să-l prindă pe Gunray în Theed, Anakin pilotează un Starfighter vacant (din întâmplare) și se alătură luptei împotriva navei de control a roboților. Încercând să găsească o modalitate de a părăsi lupta, Anakin ajunge accidental într-un hangar al navei de control, unde trage în câțiva roboți, dezactivând totodată senzorii și motoarele navei, ceea ce duce la distrugerea navei și la oprirea armatei de roboți de la suprafața planetei Naboo.
Între timp, Obi-Wan și Qui-Gon se întâlnesc din nou cu Darth Maul și începe un duel cu sabia-laser. În ciuda aptitudinilor deosebite a lui Maul, Obi-Wan și Qui-Gon îl forțează treptat-treptat să cedeze. Cu toate acestea, Obi-Wan este blocat de o barieră temporară de energie  pe o platformă. În acest timp  Qui-Gon se luptă singur cu Maul care îl înjunghie mortal în piept. Obi-Wan trece de barieră și într-un acces de furie taie în două arma lui Maul formată din două săbii laser. Maul însă îl dezarmează și-l aruncă într-un tunel. Obi-Wan se prinde de o muchie, se calmează, sare afară din groapă și prinde cu ajutorul Forței sabia lui Qui-Gon și apoi îl taie în două pe Maul, care cade în abis. Cu ultima suflare, Qui-Gon îi cere lui Obi-Wan să-l instruiască pe Anakin și să-i devină profesor, apoi moare. Palpatine este ales noul Cancelar Suprem al Republicii și Gunray este judecat pentru crimele sale. Obi-Wan devine cavaler Jedi cu drepturi depline, iar Consiliul Jedi acceptă ca Anakin să fie Padawan-ul lui Obi-Wan. Cu toate acestea, cavalerii Jedi sunt încă intrigați de recenta reapariție a luptătorilor Sith. Chiar la înmormântarea lui Qui-Gon, Jedi se întreabă dacă Darth Maul a fost un maestru Sith sau doar ucenicul acestuia, deoarece întotdeauna există doi Sith: maestrul și ucenicul. În scena de final, în cadrul unei ceremonii festive, Padmé dă Gunganilor un cadou de apreciere și de prietenie.

## Distribuție

Jake Lloyd ca Anakin Skywalker la 9 ani.

- Liam Neeson ca Qui-Gon Jinn: Un maestru Jedi și mentor al lui Obi-Wan. Când îl descoperă pe Anakin, insistă asupra faptului că băiatul să fie instruit ca un Jedi, în ciuda protestelor Consiliului Jedi. Lucas și-a imaginat inițial un actor american pentru acest rol, dar l-a ales pe Neeson, care este irlandez, pentru că a considerat că Neeson are abilități excelente și o prezență scenică deosebită, descriindu-l ca un „actor maestru, o imspirație pentru ceilalți actori, care are toate calitățile pe care personajul său le cere.”[10]
- Ewan McGregor ca Obi-Wan Kenobi: tânărul Padawan Jedi (ucenic) al lui Qui-Gon. McGregor a participat la un casting alături de alți cincizeci de potențiali actori, toți aceștia fiind comparați cu imagini din tinerețe ale lui Alec Guinness, cel care l-a portretizat pe Obi-Wan în vârstă în trilogia originală, totul pentru a se găsi o versiune tânără a sa mai credibilă.[11] McGregor a avut un antrenor vocal care l-a ajutat să vorbească cu o voce mai apropiată de a lui Guinness ", studiind în acest sens mai multe interpretări actoricești ale lui Guinness, atât din munca sa timpurie cât și filmele originale Războiul stelelor.[10]
- Natalie Portman ca Regina Padmé Amidala: Tânără regină a planetei Naboo, având vârsta de 14 ani, Amidala speră să protejeze planeta ei de o blocadă impusă de Federația Comerțului. Peste 200 de actrițe au dat probă pentru acest rol[12] pentru a îndeplini cerințele din notițele de producție care spuneau că "Pentru acest rol este nevoie de o tânără care să fie credibilă ca un conducător planetar, dar, în același timp, să fie vulnerabilă și deschisă la orice." Portman a fost aleasă special pentru rolurile sale din Léon (1994) și Beautiful Girls (1996), producții care l-au impresionat pe Lucas.[10] El a declarat că "am căutat pe cineva care să arate ca o puternică și tânără Leia, [iar] Natalie întruchipa toate aceste trăsături și chiar mai mult de atât."[10] Actrița nu era familiarizată cu universul Războiul stelelor înainte de casting,[10] dar a fost foarte entuziasmată când a fost distribuită în rolul reginei planetei Naboo, un personaj despre care credea că va deveni un model al acestui rol:. "a fost minunat să joc o regină tânără, având atât de multă putere. Cred că va fi bine pentru femeile tinere să vadă o femeie puternică și de acțiune care este, de asemenea, inteligentă și un mare conducător."[13]
- Jake Lloyd ca Anakin Skywalker: Un băiat sclav de nouă ani, cu abilități excelente de pilotaj, care visează să devină un Jedi. Sute de actori au fost testați,[10] înainte ca producătorii să-l aleagă pe Lloyd, despre care Lucas a considerat că se potrivește cerințele sale de a fi „un actor bun, entuziast și foarte energic”, iar producătorul Rick McCallum a adăugat că Lloyd era „inteligent, răutăcios și iubea orice era mecanic - la fel ca Anakin.”[14]
- Ian McDiarmid ca Palpatine/Darth Sidious: Senator de pe planeta Naboo, care este în cele din urmă ales cancelar al Republicii. McDiarmid fost surprins când Lucas l-a abordat la 16 ani de la premiera filmului Întoarcerea lui Jedi pentru a relua rolul lui Palpatine, deoarece McDiarmid a presupus că va fi ales un actor mai tânăr pentru acest rol din filmele prequel..[15]
- Ahmed Best ca Jar Jar Binks: Un Gungan greoi, izgonit din casa sa subacvatică, care se întâlnește cu Qui-Gon și Obi-Wan când aceștia coboară pe planeta sa natală. Jar Jar îi va însoți pe cei doi pe tot parcursul filmului. Best a fost angajat după ce Gurland l-a văzut într-un spectacol al trupei Stomp în San Francisco[14] și inițial a dorit ca să înregistreze mai multe mișcări ale sale pentru realizarea unei animații pe computer, dar apoi a fost folosită și vocea originală a lui Best. El a purtat un costum din spumă și latex și cu o căciulă pe cap pentru a oferi mișcări de referință pentru alți actori, dar interpretarea sa înregistrată pe peliculă a fost mai târziu înlocuită cu un personaj generat de computer.[16] Best improviza frecvent diferite mișcări pentru a-l face pe Jar Jar să fie lipsit de tact și cât mai comic posibil.[14]
- Pernilla August ca Shmi Skywalker: Mama lui Anakin. Ea este preocupată de viitorul fiului ei și îl lasă să plece cu Jedi. August, o vedetă a cinematografiei suedeze, a fost aleasă după audiții cu Liam Neeson, deși i-a a fost teamă că nu va fi aleasă din cauza accentul ei.[16]
- Ray Park ca Darth Maul: Ucenicul lui Darth Sidious, care folosește o sabie-laser cu două lame. Este un Zabrak. Un campion de arte marțiale, cu experiență în gimnastică și lupta cu sabia, Parck a fost inițial doar un membru al echipei de cascadori.[14] Coordonatorul cascadorilor, Nick Gillard, l-a filmat pe Park pentru a arăta modul în care-și imaginează el lupta cu săbii laser. Lucas și McCallum au fost atât de impresionați de această filmare-test încât i-au dat lui Park rolul lui Maul. Vocea sa a fost considerată „prea scârțâitoare”,[16] de aceea a fost dublată de către Peter Serafinowicz.
- Anthony Daniels ca vocea lui C-3PO: Un robot de protocol construit de Anakin, în acest film îi lipsește o bucată de metal care să-l acopere, de aceea R2-D2 se referă la el ca fiind „gol”. Un păpușar - îmbrăcat într-o culoare apropiată de cea văzută în fundal, similar cu teatrul de păpuși japonez Bunraku, pentru a putea fi șters ușor în timpul procesului de postproductie - a manipulat figura scheletică a lui C-3PO atașată la fața lui, în timp ce Daniels citea replicile robotului de pe un teleprompter.[14][17]
- Kenny Baker ca R2-D2: Un astro-robot notabil pentru salvarea navei Reginei Amidala în timpul forțării blocadei, atunci când ceilalți roboți au eșuat. Înainte de începerea producției filmului, fanii adunați pe Internet au cerut păstrarea lui Baker ca R2, iar Lucas le-a răspuns că va fi folosit același actor ca în trilogia originală. Baker a apărut ca R2 în scenele în care R2 se apleacă înainte și înapoi și se zgâlție dintr-o parte în alta, în timp ce roboți reali și o replică digitale au fost folosiți pentru alte scene (vezi secțiunea Efecte, de mai jos).[18]
- Silas Carson ca Nute Gunray: Vicerege al Federației Comerțului, care conduce invazia planetei Naboo și încearcă s-o forțeze pe Regina Amidala să semneze un tratat care ar legitima ocupația. Carson interpretează, de asemenea, trei personaje minore: Maestrul Jedi Ki-Adi-Mundi, senatorul Federației Comerțului Lott Dod și un pilot de rău augur (care a fost rolul inițial al lui Carson pentru care a participat la audiție).[19] Carson a primit rolul deoarece un alt actor a fost incomodat de costumele folosite de personajele Federației Comerțului- acestea erau foarte călduroase, exercitau o mare presiune asupra purtătorului și dura aproximativ 15 minute pentru a le îmbrăca. Accentul thailandez folosit de personajul său Nute Gunray a fost ales după ce Lucas și McCallum au ascultat diverse limbi pentru a găsi un anumit mod în care Neimodianii să vorbească.[20]
- Hugh Quarshie ca Panaka: Șef al securității reginei Amidala la Palatul din capitala Theed. Quarshie a acceptat să joace acest rol deoarece a considerat că este o „mișcare bună pentru carieră” și că va fi ceva distractiv.[21]
- Andy Secombe interpretează vocea lui Watto: Un comerciant netrebnic de pe Tatooine care este proprietar de sclavi, printre care Anakin și mama sa. Designul său a fost un amalgam al unor diferite idei respinse, mișcarea scenică a lui Watto s-a bazat pe imagini video cu interpretări de voce ale lui Secombe, pe animații inspirate de diferite imitații ale personajului realizate de Rob Coleman și pe replici ale modelatorului Steve Alpin spuse în fața oglinzii.[22]
- Lewis MacLeod interpretează vocea lui Sebulba: Un agresiv pilot de vehicule (Podracer) și rivalul lui Anakin în timpul cursei. Sebulba a fost descris de Lucas ca "un păianjen amestecat cu un urangutan amestecat cu un leneș",[23] cu o față ca de cămilă și cu o îmbrăcăminte inspirată de armurile medievale.[24]
- Frank Oz ca vocea lui Yoda: Conducător de secole al Consiliului Jedi, care este reticent în a permite ca Anakin să fie instruit ca un Jedi. Yoda a fost în cea mai mare parte portretizat ca o păpușă proiectată de Nick Dudman pe baza conceptului original al lui Stuart Freeborn. Oz controla gura lui Yoda, iar alte părți erau mișcate de păpușari cu ajutorul telecomenzilor.[16] Lucas a ales să-l filmeze pe Oz ca Yoda în timp ce acesta a terminat și-și promova filmul In & Out (1997).[25] Un Yoda generat pe calculator apare în două secvețe de la distanță și Warwick Davis îl portretizează în scena în care Obi-Wan devine un cavaler Jedi.[26] Lucas a declarat că intenția sa inițială a fost să folosească tot filmul un Yoda complet-digital, dar încercările în acest sens nu au fost printre cele mai reușite. Eventual, în versiunea pe Blu-ray a filmului folosită pentru relansarea 3-D apare doar un Yoda digital similar cu cel din celelalte două filme ale trilogiei prequel.[27]
- Samuel L. Jackson ca Mace Windu: Un membru al Consiliului Jedi care se opune, de asemenea, ideii de formare a lui Anakin ca Jedi. După ce Jackson și-a exprimat interesul de a apare într-un film Războiul stelelor, a fost abordat de Robin Gurland pentru a-l juca pe Windu.[14]
- Terence Stamp ca Finis Valorum: Este Cancelarul Suprem al Republicii. Îi trimite pe Obi-Wan și Qui-Gon să negocieze cu Viceregele Federației Comerțului. Lucas descrie personajul ca un „om bun, dar presat [de birocrați] - un pic ca [Bill] Clinton”.[28]
- Brian Blessed interpretează vocea lui Boss Nass: Conducătorul tribului de Gungani care s-a aliat cu oamenii de pe Naboo pentru a lupta cu Federația Comerțului. Blessed a dat prima oară probă pentru Sio Bibble, Guvernator al Naboo,[29] dar a fost considerat „prea puternic” pentru acest rol.[30] Directorul de casting Robin Gurland a hotărât să-i ofere rolul lui Nass deoarece era un personaj „mai de viață” având și „un fel de bravadă”.[31] Blessed îl descrie pe Nass ca pe un „erou reticent”[30] și un rol distractiv de interpretat.[32]
- Greg Proops și Scott Capurro interpretează vocea lui Fode și respectiv a lui Beed, crainicul cu două capete din timpul cursei de vehicule (Boonta's Eve Race). Actorii au fost filmați având machiaj și haine albastre, astfel încât capetele lor au fost unite pe un corp generat de calculator. Ceea ce a rezultat a nemulțumit echipa de producție, astfel că a fost folosit în cele din urmă un extraterestru (cu două capete) generat în întregime pe calculator.[33]
- Keira Knightley ca Sabé, una dintre servitoarele reginei Amidala.

## Producție

### Fundal și realizarea scenariului
În timpul procesului de scriere a filmului original Războiul stelelor, George Lucas a dezvăluit că și-a dat seama că povestea pe care a scris-o era prea mare pentru a fi acoperită doar de un singur film de sine stătător și, prin urmare, filmul original a fost realizat ca o introducere a unei povești mai ample, care ar fi fost dezvăluită în alte filme dacă primul s-ar fi dovedit a fi un succes. În cele din urmă, filmul original a evoluat de la a fi primul film al trilogiei originale la a fi un film care aparține de fapt celei de-a doua trilogii. În momentul în care un al treilea proiect este în pre-producție, Lucas a negociat un contract care i-a dat dreptul de a face două continuări. De asemenea, în această etapă, Lucas a dezvoltat o poveste de fundal destul de elaborată care să-i fie de ajutor în procesul de scriere al scenariilor viitoarelor filme. În timp ce a scris primul sequel, Imperiul contraatacă, Lucas a luat în considerare diferite direcții pe care să le ia povestea. El a transformat personajul negativ Darth Vader în tatăl eroului Luke Skywalker și a dezvoltat o poveste de fundal care-l prezintă pe Vader drept cavalerul Jedi Anakin Skywalker, un războinic puternic, care a fost influențată de partea întunecată a Forței. Cu această nouă poveste de fundal, Lucas a decis că seria va fi o trilogie, redenumind filmul din „Episodul II” în „Episodul V”. În momentul ultimului film al trilogiei, Întoarcerea lui Jedi, Vader a devenit un personaj tragic și a fost în cele din urmă răscumpărat. Cu toate acestea, Lucas a declarat că Vader este "epuizat" și că va lua o pauză în noua serie.

## Primire

### Avanpremieră
Întâlnire cu Joe Black (1998) a fost unul dintre puținele filme care au prezentat primul trailer al filmului Războiul stelelor - Episodul I: Amenințarea fantomei. De aceea fanii universului Star Wars au cumpărat bilete pentru Întâlnire cu Joe Black doar pentru a părăsi cinematografele după prezentarea trailerului.

### Premii și nominalizări
Amenințarea fantomei a fost nominalizat de trei ori la Premiul Oscar: cea mai bună editare sonoră, cele mai bune efecte vizuale și cel mai bun sunet (Gary Rydstrom, Tom Johnson, Shawn Murphy și John Midgley), toate trei fiind obținute de filmul Matrix. În schimb, filmul a fost nominalizat de șapte ori la Zmeura de Aur. Printre acestea se numără: cel mai prost film, cea mai proastă regie, cel mai prost scenariu, cel mai prost actor în rol secundar (Jake Lloyd, în rolul lui Anakin), cea mai proastă actriță în rol secundar (Sofia Coppola, în rolul lui Saché), cel mai prost cuplu pe marele ecran (Jake Lloyd și Natalie Portman) și a câștigat la categoria cel mai prost actor în rol secundar cu actorul Jar Jar Binks Ahmed Best. Filmul a câștigat Premiul Saturn pentru cel mai bun costum și cele mai bune efecte speciale, MTV Movie Award pentru cea mai bună scenă de acțiune, și Young Artist Award pentru performanțele lui Jake Lloyd. Acesta de asemenea a fost nominalizat printre altele, pentru Premiile BAFTA la categoria Efecte Vizuale și Sunet, și Premiul Grammy pentru Best Score Soundtrack for Visual Media. Jurnalul Empire a clasat Amenințarea fantomei în 2008 pe locul 449 din 500, într-o listă a celor mai bune filme din toate timpurile.